# Nadbór
Nadbór (deutsch Nadebahr) ist ein Dorf in der polnischen Woiwodschaft Westpommern. Es gehört zur Stadt- und Landgemeinde Polanów (Pollnow) im Powiat Koszaliński (Köslin).

## Geographische Lage
Nadbór liegt an der Woiwodschaftsstraße DW 206 Koszalin – Polanów – Miastko (Rummelsburg), 28 Kilometer von der Kreisstadt Koszalin und sieben Kilometer von Polanów entfernt. Das Dorf ist auch Endpunkt einer Nebenstraße, die von Sianów (Zanow) über Ratajki (Ratteick) hier auf die Hauptstraße stößt. Bis 1946 war Nadbór eine Station an der Kleinbahnstrecke Pollnow – Natzlaff (– Köslin) der Schlawer Bahnen. 
Nachbardörfer sind Nacław (Natzlaff), Krytno (Kritten), Bukowo (Buckow, bis 1937 Wendisch Buckow), Świerczyna (Schwarzin) sowie Dadzewo (Datzow) und Garbno (Gerbin).

## Geschichte
Nadebahr lag an einer Schlucht, die das Gelände südlich zum Jezioro Wielkie (Zetthuner See) hin entwässerte. Der Ort war als Vorwerk des Gutes Natzlaff ein altes, ehemals zu Kösternitz (Kościernica) gehörendes Lehen, das früher die Familie von Ramel besaß. 1939 gehörten dazu 238 Hektar Acker, 11 Hektar Gründland und 50 Hektar Wald. Auf dem teilweise lehmigen Boden war der Anbau von Zuckerrüben, Weizen und Klee möglich.
Als Teil der Gemeinde Natzlaff gehörte Nadebahr vor 1945 mit Gerbin zum Amts- und Standesamtsbezirk Natzlaff im Landkreis Schlawe i. Pom. im Regierungsbezirk Köslin der preußischen Provinz Pommern. Nach 1945 „wechselte“ Nadbór in den Powiat Koszaliński (Landkreis Köslin) in der polnischen Woiwodschaft Westpommern (bis 1998 Woiwodschaft Köslin).

## Kirche
Die überwiegend evangelischen Einwohner gehörten vor 1945 zur Kirchengemeinde Gerbin im Kirchspiel Pollnow, das im Kirchenkreis Schlawe der Kirchenprovinz Pommern der Kirche der Altpreußischen Union lag.
Nach 1945 wurden die meist römisch-katholischen Einwohner in die Kirchengemeinde Nacław (Natzlaff) integriert, die zur Pfarrei Szczeglino (Steglin) im Dekanat Polanów im Bistum Köslin-Kolberg der Katholischen Kirche in Polen gehört. Die evangelischen Kirchenglieder sind der Pfarrei Koszalin (Köslin) in der Diözese Pommern-Großpolen der Evangelisch-Augsburgischen Kirche in Polen zugeordnet.

## Schule
Die Kinder von Nadebahr waren bis 1945 nach Datzow (Dadzewo) eingeschult.